# Maria Teresa de Filippis
Maria Teresa de Filippis (n. 11 noiembrie 1926, Marigliano, Campania, Italia – d. 8 ianuarie 2016, Scanzorosciate, Lombardia, Italia) a fost prima femeie pilot de Formula 1. De origine italiană, a evoluat în Campionatul Mondial între anii 1958 și 1959.